# Васильєвське (Юринський район)
Васи́льєвське (рос. Васильевское, марій. Васильевский) — село у складі Юринського району Марій Ел, Росія. Адміністративний центр Васильєвського сільського поселення.

## Населення
Населення — 344 особи (2010; 498 у 2002).
Національний склад (станом на 2002 рік):
- росіяни — 98 %